# Віллшир (Огайо)
Віллшир (англ. Willshire) — селище (англ. village) в США, в окрузі Ван-Верт штату Огайо. Населення — 405 осіб (2020).

## Географія
Віллшир розташований за координатами 40°44′47″ пн. ш. 84°47′31″ зх. д. / 40.74639° пн. ш. 84.79194° зх. д. (40.746432, -84.792043).  За даними Бюро перепису населення США в 2010 році селище мало площу 0,97 км², з яких 0,96 км² — суходіл та 0,01 км² — водойми.

## Демографія
Згідно з переписом 2010 року, у селищі мешкало 397 осіб у 162 домогосподарствах у складі 109 родин. Густота населення становила 410 осіб/км².  Було 199 помешкань (206/км²).
Расовий склад населення:
| - 97,7 % — білих - 1,0 % — чорних або афроамериканців - 0,5 % — корінних американців - 0,3 % — вихідців з тихоокеанських островів |

До двох чи більше рас належало 0,5 %. Частка іспаномовних становила 0,8 % від усіх жителів.
За віковим діапазоном населення розподілялося таким чином: 25,2 % — особи молодші 18 років, 56,7 % — особи у віці 18—64 років, 18,1 % — особи у віці 65 років та старші. Медіана віку мешканця становила 41,1 року. На 100 осіб жіночої статі у селищі припадало 98,5 чоловіків;  на 100 жінок у віці від 18 років та старших — 99,3 чоловіків також старших 18 років.
Середній дохід на одне домашнє господарство  становив 50 066 доларів США (медіана — 45 000), а середній дохід на одну сім'ю — 54 194 долари (медіана — 50 000). За межею бідності перебувало 6,0 % осіб, у тому числі 5,1 % дітей у віці до 18 років та 1,3 % осіб у віці 65 років та старших.
Цивільне працевлаштоване населення становило 203 особи. Основні галузі зайнятості: виробництво — 41,9 %, освіта, охорона здоров'я та соціальна допомога — 18,7 %, роздрібна торгівля — 9,4 %, транспорт — 8,4 %.